# Codiponte
Codiponte è una frazione del comune italiano di Casola in Lunigiana, nella provincia di Massa-Carrara, in Toscana. 

## Geografia fisica
Codiponte è situato sulle Alpi Apuane e nella valle del torrente Aullela. Si trova a 255 metri sul livello del mare.

## Storia
Codiponte costituiva una tappa della via Francigena per i pellegrini in viaggio verso Roma. Il paese è sovrastato dalle rovine del castello di Codiponte del XIII secolo e dal convento delle Clarisse di Santa Maria del Castellaro. Un ponte in pietra a tre arcate, costruito nel 1703 e restaurato nel 1936. Nel 1970 è stato costruito un nuovo ponte 500 metri a valle. Si ritiene che un villaggio romano fosse situato a nord del ponte, vicino alla chiesa.

## Monumenti e luoghi d'interesse
Il paese ha un campanile del XVII secolo e la medievale pieve dei Santi Cornelio e Cipriano, dedicata ai santi omonimi. Si ritiene che la chiesa fosse in rovina quando fu ricostruita in stile romanico nel XII secolo e restaurata dopo una frana nel XIV secolo. Il campanile fu costruito nel XVII secolo. All'interno è conservato un trittico della Madonna con Bambino, i santi Cornelio e Cipriano e Gesù, databile al 1440 circa.
Nei dintorni del paese si trovano i ruderi del convento delle Clarisse, originario del XII secolo, e lo storico ponte medievale a tre arcate sull'Aulella.